# Louise Imbeault
 (décembre 2018).
Louise Imbeault, née le 10 novembre 1948 à Moncton, est une personnalité publique acadienne originaire de Moncton, au Nouveau-Brunswick. Elle est la lieutenante-gouverneure du Nouveau-Brunswick depuis le 22 janvier 2025.
Ancienne journaliste à Radio-Canada et directrice de Radio-Canada Acadie, elle est notamment propriétaire de la maison d'édition Bouton d'or Acadie depuis 2012, présidente de la Société nationale de l'Acadie de 2017 à 2021 et chancelière de l'Université de Moncton depuis 2018.

## Biographie
Louise Imbeault exerce plusieurs fonctions au cours de sa carrière de journaliste à Radio-Canada : reportrice, animatrice, rédactrice aux informations, directrice pour Radio-Canada en Atlantique jusqu’à sa retraite en 2011.
Elle continue de diriger et de promouvoir de nombreuses initiatives culturelles à l’échelle locale, provinciale et nationale. Elle possède actuellement une maison d’édition de littérature pour enfants, Bouton d'or Acadie, qui est devenue la première maison d’édition à publier des histoires amérindiennes de l’est du Canada dans leur langue d’origine, en plus du français et de l’anglais.
Louise Imbeault siège à de nombreux comités municipaux et provinciaux, y compris le Conseil culturel de Moncton, dont elle est coprésidente. Elle est également vice présidente du conseil d’administration du Musée du Nouveau-Brunswick et membre du conseil d'administration du Regroupement féministe du Nouveau-Brunswick.
Le 15 novembre 2024, le premier ministre Justin Trudeau annonce sa nomination à titre de lieutenante gouverneure du Nouveau-Brunswick succédant ainsi à Brenda Murphy, en poste depuis 2019. Elle assume la fonction à compter du 22 janvier 2025.

## Distinctions
- 1985 et 2009 : Prix du Président de Radio-Canada[5]
- 2010 : Prix Albert-M.-Sormany[5]
- 2016 : Membre de l'Ordre de Moncton[6]
- 2018 : Membre de l'Ordre du Nouveau-Brunswick[7]
- 2023 : Officier de l'Ordre du Canada[8]